# Requisitoir
Een requisitoir (uitspraak: ree-kwie-zie-toor) is een voordracht gehouden door de officier van justitie (Nederland) of de procureur des Konings (België) tijdens een strafrechtelijk proces.
Het openbaar ministerie geeft hier zijn mening over de feiten al dan niet gepleegd door de verdachte en de bewijsvoering. Afhankelijk van het standpunt eist men een veroordeling of vrijspraak. Hierna zal de advocaat van de verdachte zijn of haar pleidooi uiten. De officier mag vervolgens reageren op het pleidooi, dit heet repliek. De reactie van de advocaat hierop heet dupliek. De verdachte heeft zelf altijd het laatste woord.